# Rudolf Leskovar
Rudolf Leskovar, slovenski zdravnik balneolog, * 5. januar 1908, Ljubljana, † 9. oktober 1989, Wasserburg am Inn, Nemčija.
Leskovar je leta 1933 diplomiral na Medicinski fakulteti v Berlinu, specializacijo pa je opravil 1939 v Zagrebu. Leta 1960 je bil imenovan za primarija, 1967 pa izvoljen za rednega profesorja na Medicinski fakulteti v Ljubljani.
Leskovar je bil od leta 1936 do 1967 (z izjemo 1941-1945) šef Zdravilišča v Rogaški Slatini. Bil je pobudnik ustanovitve in prvi direktor Balneološkega inštituta Slovenije (1955) in predsednik novoustanovljene Zveze naravnih zdravilišč Slovenije (1957). Leta 1957 je bil poudnik prenove zdravilišča v Rogaški Slatini v okviru katere so zajeli nov vrelce in zgradili zdravstveni objekt za terapijo in diagnostiko. Po letu 1967 je vodil raziskovalno ustanovo v državnem zdravilišču Bad Kissingen na Bavarskem. Raziskoval je žolčni sistem in že 1940 izvedel holedohomanometrijo, ki se je 15 kasneje uveljavila v kirurgiji. Ukvarjal pa se je tudi z učinkovitostjo zdravljenja s pitjem slatine ter z vplivom diete na ionsko ravnovesje. Objavil je okoli 100 stokovnih člankov.